# 唾液
唾液（saliva）又称涎液、口涎、唾沫（spittle），俗称口水（spit），是动物口腔内唾腺的混合分泌物，为无色、稀薄、浆状、黏性、弱碱性液体；其主要功能是润湿口腔黏膜、分解淀粉和稀释食物以促进消化吸收，并兼具抗菌作用。
唾液主要由腮腺（parotid gland）、颌下腺和舌下腺这三對唾液腺共同分泌出来；唾液的分泌受到大脑皮层的控制，也会受到饮食、环境、年龄以及情绪或唾液腺病变等影响。人每日分泌1,000—1,500毫升的唾液为正常现象，而婴儿分泌的唾液比成人多。另外，唾液中會帶有少量卡路里。
一些動物的唾液除了參與消化之外還有其他的作用。例如燕科鳥類會使用唾液來幫助筑巢；雨燕科的雨燕和金絲燕的巢即俗稱的燕窩。

## 功用

### 消化
唾液可以潤湿食物并帮助形成食团，使得食物更容易吞咽。此外，唾液中含有的淀粉酶可以将淀粉分解为糖。因此对食物的消化是从口腔开始的。
唾液还能起到保护性的作用，可以防止细菌残留在牙上，亦可冲走附着在牙上的食物残渣。

### 消毒
一种常见的说法认为唾液裡含有天然的消毒成分，因此人们相信在受伤后舔舐伤口对复原有帮助。佛羅里達大學的研究者发现老鼠的唾液中含有一种名为神经生长因子（NGF）的蛋白质。涂上NGF的伤口要比不做处理的伤口恢复快两倍；因此某些物种的唾液确实有帮助伤口恢复的功效。人类的唾液中目前仍未发现有NGF存在；不过研究者在人类唾液中发现了一些抗菌剂，如IgA、乳铁蛋白、溶菌酶以及过氧化物酶。虽然至今仍未有证据显示舔舐伤口可以消毒，不过在舔舐的过程中一些较大的污染物如灰尘以及病原体可被唾液直接冲走。因此在没有水或其他消毒剂的情况下舔舐仍不失为清洁伤口的好方法。
动物的口腔中有大量的细菌，其中一些是致病菌。一些疾病如疱疹能够通过口腔传播。被动物（包括人类）咬伤一般要用抗生素处理，否则可能会发生败血症。
一些近期的研究显示使用鸟类的唾液来检测禽流感要比粪便样本更多。

### 激素作用
唾液中含的味多肽据认为与味蕾的生长有关。
由于女性在排卵期雌性激素分泌会增多，雌激素在唾液中又会与某些盐结合产生盐的结晶，在显微镜下观察唾液会显示羊齿状结晶，从而可以准确检测排卵期，非排卵期只有泡状点点。

### 非生理学作用
唾液有防雾的功能。潜水员通常会在潜水镜上抹一层薄薄的唾液以防止起雾。
唾液也是艺术品修复中常用的一种清洗剂，沾上唾液的棉籤可用于去除艺术品表面的尘土。

## 成分
唾液产生于唾液腺。唾液的98%都是水，不过其中还含有许多重要物质，包括电解质、黏液、抗菌物质以及多种酶。
唾液中一般含有：
- 水；
- 电解质：
  - 2-21 mmol/L 钠离子（低于血浆浓度）；
  - 10-36 mmol/L 钾离子（高于血浆浓度）；
  - 1.2-2.8 mmol/L 钙离子（与血浆浓度相同）；
  - 0.08-0.5 mmol/L 镁离子 ；
  - 5-40 mmol/L 氯离子（低于血浆浓度）；
  - 25 mmol/L 碳酸氢根离子（高于血浆浓度）；
  - 1.4-39 mmol/L 磷酸根离子；
  - 碘（一般高于血浆浓度，但会随着人体碘摄入量变化）。
- 黏液。黏液中主要含黏多糖与糖蛋白；
- 杀菌物质（硫氰酸盐，过氧化氢，分泌型IgA）；
- 表皮生长因子，即EGF；
- 多种酶，主要为以下3种：
  - α-淀粉酶（EC3.2.1.1）；淀粉酶让人在吞咽食物前即可开始消化淀粉。该酶的最适pH值为7.4。
  - 舌脂酶；舌脂酶的最适pH值为4.0左右，因此它要等进入靠近胃的酸性环境后才会开始发挥作用。
  - 抗菌酶；
    - 溶菌酶；
    - 唾液乳过氧化物酶；
    - 乳铁蛋白[8]；
    - 免疫球蛋白A[8]；

  - 富脯氨酸蛋白（辅助牙釉质形成，结合钙离子，杀灭微生物，以及起润滑作用）[8]。
  - 其他含量较少的酶还包括：
    - 唾液酸性磷酸酶A+B；
    - N-乙酰-L-丙氨酸酰胺酶；
    - NAD(P)H脱氢酶；
    - 超氧化物歧化酶；
    - 谷胱甘肽转移酶；
    - 乙醛脱氢酶3；
    - 葡萄糖-6-磷酸异构酶；
    - 以及组织激肽释放酶（具体作用未知）[8] 。
- 细胞：每毫升唾液中大约含有8百万细胞和5亿细菌。其中细菌的产物（有机酸，胺类化合物，硫醇化合物）有时会使唾液产生臭味。
- Opiorphin，一种新发现的止痛物质。

## 分泌
唾液的分泌由交感神經和副交感神經共同控制。

### 每日分泌量
學界對健康人每日的唾液分泌量仍存爭議；每日分泌量的估計值從0.75升到1.5升有多种説法，不過學界一致認爲睡眠時唾液分泌量會降到極低的水平。
對於人類來説，颚下腺分泌的唾液最多，約佔總量的70-75%；其次則是腮腺，分泌量約佔唾液總量的20-25%，其他唾液腺的分泌量較少。

## 文化
唾液虽然在古代雅称为“金津玉液”，在近代却向来给人有不洁不雅之感，因而出现「唾骂」一词，表示对人的羞辱。

## 引用文獻
1. ↑  徐建; 岩田礼. . 金沢大学中国語学中国文学研究室紀要. 2014, 13: 11–24  [2023-08-09]. （原始内容存档于2023-08-10）.
2. ↑  Marcone, M. F. (2005). "Characterization of the edible bird's nest the Caviar of the East." Food Research International 38:1125–1134. doi:10.1016/j.foodres.2005.02.008  Abstract retrieved 12 Nov 2007 （页面存档备份，存于）
3. ↑  Jorma Tenovuo: Antimicrobial Agents in Saliva—Protection for the Whole Body （页面存档备份，存于）. Journal of Dental Research 2002, 81(12):807-809
4. ↑  "Saliva swabs for bird flu virus more effective than faecal samples"  German Press Agency December 11, 2006 Retrieved 13 November 2007 （页面存档备份，存于）
5. ↑  . The Scuba Doctor. The Scuba Doctor.   [February 15, 2010]. （原始内容存档于2011-02-19）.
6. ↑  . Golden Artist Colors.   [2008-09-12]. （原始内容存档于2010-12-06）.
7. ↑  MCG生理学 6/6ch4/s6ch4_6
8. 1 2 3 4   Page 928 in: Walter F., PhD. Boron. . Elsevier/Saunders. 2003: 1300. ISBN 1-4160-2328-3.
9. ↑  MCG生理学 6/6ch4/s6ch4_7